# سرژ اوریه
سرژ آلن استفان اوریه (فرانسوی: sɛʁʒ oʁje‎؛ زاده ۲۴ دسامبر ۱۹۹۲) بازیکن فوتبال اهل ساحل عاج است که در پست دفاع راست برای باشگاه فوتبال پرسپولیس و تیم ملی ساحل عاج بازی می‌کند.
اوریه در کودکی به فرانسه مهاجرت کرد و در تیم‌های لانس، تولوز و پاری سن ژرمن بازی کرد و همراه با پاریس، ۱۱ جام معتبر به دست آورد. او در مجموع ۱۹۵ بازی در فوتبال باشگاهی فرانسه انجام داد و دو بار در تیم منتخب فصل لیگ ۱ فرانسه قرار گرفت. اوریه در سال ۲۰۱۷ با قراردادی به ارزش حدود ۲۳ میلیون پوند به تاتنهام پیوست و در اوت ۲۰۲۱ با توافق دوجانبه قراردادش را با این باشگاه فسخ کرد.
او نخستین بازی ملی‌اش را در سال ۲۰۱۳ برای تیم ملی فوتبال ساحل عاج انجام داد و تاکنون بیش از ۹۰ بازی ملی در کارنامه دارد. اوریه از سال ۲۰۱۷، بازوبند کاپیتانی این تیم را بر بازو می‌بندد و در جام جهانی ۲۰۱۴ و پنج دوره از جام ملت‌های آفریقا شرکت کرده‌است؛ که در دو دورهٔ ۲۰۱۵ و ۲۰۲۳ قهرمان شد.

## دوران ملی
با وجود اینکه اوریه بیش از ۱۴ سال در فرانسه زندگی کرده‌بود، او تا سال ۲۰۱۶ تابعیت فرانسوی نداشت. او در ابتدا پیشنهاد بازی برای ساحل عاج را رد کرده‌بود. با این حال، در آوریل ۲۰۱۳ توسط سرمربی صبری لاموشی به تیم دعوت شد، و سرانجام نخستین بازی خود را برای کشورش برابر گامبیا در تاریخ ۸ ژوئن همان سال انجام داد.
اوریه در فهرست نهایی ۲۳ نفره ساحل عاج برای جام جهانی ۲۰۱۴ حضور داشت. در نخستین بازی مرحله گروهی برابر ژاپن، او پاس گل هر دو گل ویلفرید بونی و ژروینیو را در پیروزی ۲–۱ ارسال کرد.

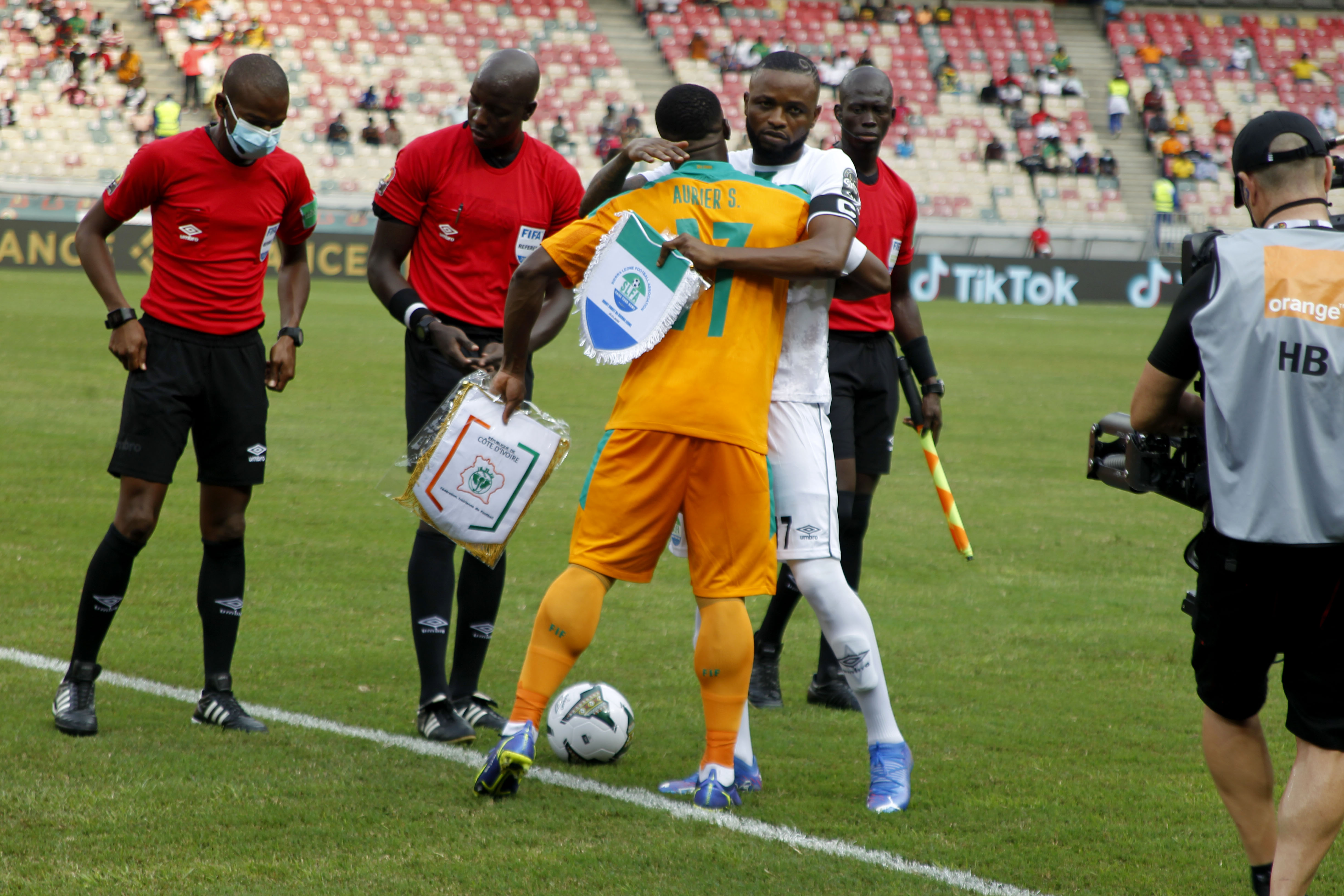
اوریه (با لباس نارنجی) در حال خوش‌وبش با کاپیتان سیرالئون، عمر بانگورا در جام ملت‌های آفریقا ۲۰۲۱

در ۲۹ دسامبر ۲۰۱۴، اوریه برای حضور در جام ملت‌های آفریقا به تیم ملی دعوت شد. او در شش مسابقه این رقابت‌ها به میدان رفت و به‌ویژه در دیدار نهایی عملکرد درخشانی داشت. او در فهرست نامزدهای تیم منتخب رقابت‌ها قرار گرفت.
در اکتبر ۲۰۱۶، در جریان یک دیدار انتخابی جام جهانی فوتبال ۲۰۱۸ برابر مالی، اوریه به کمک موسی دومبیا بازیکن مالی شتافت که دچار حمله صرع شده‌بود و مانع از بلعیدن زبان او شد. با وجود این اقدام انسانی، او به دلیل شادی پس از گل دوم تیمش با حرکت «بریدن گلو» مورد انتقاد قرار گرفت.
اوریه نخستین گل ملی خود را در ۱۱ ژانویه ۲۰۱۷، در دیداری دوستانه برابر اوگاندا در ابوظبی به ثمر رساند. او پیش از آن پاس گل جاناتان کدجیا را نیز داده‌بود. او از دیدار دوستانه برابر هلند و سپس برابر گینه در رقابت‌های انتخابی جام ملت‌های آفریقا ۲۰۱۹ به‌عنوان کاپیتان تیم ملی انتخاب شد. او همچنین کاپیتان تیم در جام ملت‌های آفریقا ۲۰۱۹ بود، اما در جریان شکست ۱–۰ برابر مراکش دچار مصدومیت همسترینگ شد و دیگر نتوانست در ادامه رقابت‌ها حضور داشته‌باشد.
اوریه در جام ملت‌های آفریقا ۲۰۲۱ در کامرون، بازوبند کاپیتانی تیم را بر بازو بست. در بازی دوم مرحله گروهی که با تساوی ۲–۲ برابر سیرالئون همراه بود، پس از آسیب‌دیدگی بادرا علی سانگاره در لحظه دریافت گل تساوی الحاجی کامارا، اوریه دقایق پایانی را به‌عنوان دروازه‌بان بازی کرد؛ کار تیم در این رقابت‌ها با شکست در ضربات پنالتی برابر مصر در مرحله یک‌هشتم نهایی به پایان رسید.

## دوران باشگاهی

### لانس فرانسه
سرژ آلن استفان اوریه پیش از پذیرفته شدن در باشگاه ویلپینت، برای تیم‌های مختلف نوجوانان و آکادمی‌ها بازی کرد. سپس به باشگاه لنس در لیگ ۱ فرانسه پیوست که در آنجا دوران حرفه‌ای فوتبالش آغاز شد. کمی پس از آن، وقتی اوریه سیزده ساله بود، به دلیل پیوستن به لنس مجبور شد دوستان و خانواده‌اش را ترک کند. در آنجا، اوریه به تیم رزرو باشگاه اختصاص یافت و در مقطعی کاپیتان تیم ذخیره نیز بود. در ژوئن ۲۰۰۹، اوریه نخستین قرارداد حرفه‌ای خود را با لنس امضا کرد.
او اولین بازی حرفه‌ای‌اش را در پیروزی ۱–۰ برابر سن-اتین در ۲۲ دسامبر ۲۰۰۹ انجام داد. سپس فرصتی دیگر در دور یک هشتم جام اتحادیه در باخت ۲–۱ مقابل لورین پیدا کرد. به‌زودی مصدومیتی در شانه‌اش باعث شد ۲–۳ هفته از میادین دور بماند. با وجود این، در فصل اول برای لنس پنج بازی انجام داد.
در فصل دوم، او وارد ترکیب اصلی شد و با اینکه ۲۶ بازی در فصل ۲۰۱۰–۱۱ لیگ ۱ انجام داد، باشگاه در رتبه نوزدهم جدول قرار گرفت و به لیگ ۲ سقوط کرد. پیش از سقوط باشگاه، اوریه قراردادش را تا سال ۲۰۱۵ تمدید کرده بود.
پیش از فصل ۲۰۱۱–۱۲، عملکرد اوریه توجه باشگاه‌های انگلیسی را جلب کرد، او به فکر ترک لنس بود. با این حال، او احتمال انتقال خارجی را رد کرد و اظهار داشت که در هر صورت در لیگ اصلی فرانسه فوتبال خواهد کرد. با این حال، اوریه فصل را با لنس آغاز کرد و در نیم‌فصل اول ۱۶ بازی انجام داد و باشگاه با مشکلات مالی مواجه بود.

### تولوز فرانسه
در ۲۶ ژانویه ۲۰۱۲، اوریه نهایتاً لنس را ترک کرد و با قراردادی چهار‌ونیم‌ساله به تولوز پیوست. این انتقال پس از آن صورت گرفت که رئیس تولوز hinted پرداخت مبلغ ۱٫۵ میلیون یورو برای جذب او را اعلام کرد.
او دو روز بعد نخستین بازی‌اش برای تولوز را در پیروزی ۲–۱ برابر کان انجام داد. سپس در باخت ۲–۱ مقابل لیل در ۱ آوریل ۲۰۱۲ نخستین گلش را برای تولوز زد. اندکی بعد، در رفتگی قوزک پا باعث شد شش دیدار از دست بدهد، هرچند برای آخر فصل که با شکست ۲–۰ مقابل اجاکسیو همراه بود، بازگشت. در نیم‌فصل اول در تولوز ۱۰ بازی انجام داد.
در فصل اول کاملش در تولوز، فصل ۲۰۱۲–۱۳، اوریه پاس گل برای ویسام بن یدر داد، اما در دقیقه ۸۴ به‌خاطر مدافعه خطرناک روی هنری بَدیدمو در تساوی ۱–۱ با مون‌پِلیه اخراج شد. به‌خاطر این اخراج، سه جلسه محروم شد که یکی از آنها مشروط بود. پس از پایان محرومیت، در ۱ سپتامبر ۲۰۱۲ دوباره در ترکیب قرار گرفت و در تساوی ۱–۱ مقابل رِیمس بازی کرد. نخستین گل فصل را در ۱۱ ژانویه ۲۰۱۳ در تساوی ۲–۲ مقابل سن-اتین زد. سپس دچار پارگی همسترینگ و مصدومیت زانو شد. با وجود غیبت‌ها، ۲۸ بازی کرد و یک گل زد.
پیش از فصل ۲۰۱۳–۱۴، قراردادش را تا ۲۰۱۸ تمدید کرد. این تمدید پس از آن صورت گرفت که بار دیگر توجه باشگاه‌های اروپایی را جلب کرده بود. تحت هدایت آلَن کازانوا، اوریه گاه به‌عنوان مدافع میانی راست در سیستم ۳–۵–۲ و گاه به‌عنوان وینگ‌بک ایفای نقش کرد. تا پایان سپتامبر دو گل منجر به پاس گل داد و اولین گل فصل را در باخت ۲–۱ مقابل اویان در ۲ نوامبر ۲۰۱۳ به ثمر رساند. گل دوم در تساوی ۲–۲ مقابل مارسی در ۲ فوریه ۲۰۱۴ بود. گل سوم در پیروزی ۳–۱ مقابل لورین در ۱۵ فوریه ۲۰۱۴ زد. دو گل دیگر به ترتیب برابر ریمس و رِنس به ثمر رساند. گل ششم را در باخت ۲–۱ مقابل لیل در ۵ آوریل ۲۰۱۴ زد. در مجموع ۳۴ بازی انجام داد و شش گل زد. در پایان فصل برای نخستین بار برای جایزه بازیکن فصل لیگ ۱ نامزد شد. او همچنین به‌عنوان دومین بازیکن برتر آفریقایی لیگ ۱ معرفی شد.

### پاری سن ژرمن فرانسه
در ۲۳ ژوئیه ۲۰۱۴، اوریه به‌صورت قرضی به پاری سن ژرمن پیوست با گزینه خرید دائمی. تصور بر این بود که او جایگزین مدافع راست قبلی یعنی کریستوف ژاله خواهد شد. اوریه پس از انتقال اعلام کرد بابت حضور در ترکیب اصلی نگران نیست، حتی با رقابتی از سوی گرگوری فان‌در ویل، که معمولاً در پست دفاع راست بازی می‌کند.
او اولین بازی‌اش برای PSG را در فصل ۲۰۱۴–۱۵ لیگ ۱ و به‌عنوان جانشین فان‌در ویل در برد ۲–۰ برابر باستیا در ۱۶ اوت ۲۰۱۴ تجربه کرد. نخستین گلش را در مرحله یک هشتم جام اتحادیه در برد ۳–۱ مقابل اجاکسیو به ثمر رساند. در نیم‌فصل اول، به‌دلیل مصدومیت‌ها و تعهدات ملی نتوانست جایگاه ثابت در ترکیب اصلی پیدا کند. یک ماه بعد، در تساوی ۲–۲ با کان، اولین بازی کاملش را در ترکیب انجام داد که عملکردش ستوده شد. در همان بازی دچار مصدومیت شد اما تعویض نشد چون همه تعویض‌های مربی استفاده شده بود. در بازی لیگ قهرمانان اروپا مقابل چلسی، او پس از انتقاد از داور بیورن کویپرس و انتشار ویدیویی با اظهارات توهین‌آمیز، با واکنش اتحادیه فوتبال اروپا روبه‌رو شد؛ اگرچه بعدها عذرخواهی کرد، اما به سه جلسه محرومیت محکوم شد.
در ۲۹ آوریل ۲۰۱۵، انتقال قطعی اوریه به PSG نهایی شد و قراردادی چهارساله امضا کرد. اولین بازی بعد از انتقال دائمی در دیدار قهرمانی لیگ مقابل لیون بود که با گلزنی اوریه همراه شد و PSG با نتیجه ۲–۰ قهرمان شد. او به رقابت با فان‌در ویل بر سر جایگاه دفاع راست ادامه داد. اولین گل لیگ‌اش را در ۲۶ سپتامبر ۲۰۱۵ در پیروزی ۴–۱ مقابل نانتس به ثمر رساند. به‌خاطر عملکردش، عضو تیم منتخب هفته توسط ل’اکیپ شد. چهار روز بعد، در مرحله گروهی لیگ قهرمانان اروپا مقابل شاختار دونتسک گل زد و PSG با نتیجه ۳–۰ پیروز شد. سومین گل فصل را در ۱۳ دسامبر ۲۰۱۵ مقابل لیون به ثمر رساند که با برد پر گل ۵–۱ همراه شد.
در ۱۴ فوریه ۲۰۱۶، اوریه به‌طور نامحدود معلق شد پس از اینکه در برنامه پرس‌و‌جو از طریق پریسکوپ، هم‌تیمی‌اش آنخل دی ماریا را "دلقک" و مربی‌اش لوران بلان را با واژه‌ای توهین‌آمیز خطاب کرد؛ همچنین تبعیض نسبت به زلاتان ابراهیموویچ را مورد انتقاد قرار داد. پس از آن، باشگاه PSG دستور داد اوریه از ۲۹ فوریه تا ۲۰ مارس با تیم ذخیره تمرین کند.

### تاتنهام هاتسپر انگلیس
در ۳۱ اوت ۲۰۱۷، اوریه با قراردادی در حدود ۲۳ میلیون پوند به باشگاه تاتنهام هاتسپر از لیگ برتر انگلیس پیوست. او در ۱۳ سپتامبر در برد ۳–۱ مقابل بوروسیا دورتموند در استادیوم ومبلی در لیگ قهرمانان اروپا برای نخستین بار به میدان رفت. ده روز بعد، در اولین بازی لیگ برابر وست‌هَم یونایتد، علی‌رغم دریافت کارت دوم، در ترکیب کامل بازی کرد و تاتنهام با نتیجه ۳–۲ پیروز شد. نخستین گلش برای این باشگاه را در پیروزی ۲–۰ خانگی مقابل برایتون اند هوو آلبیون در ۱۳ دسامبر ۲۰۱۷ به ثمر رساند. در طول فصل برای کسب جایگاه دفاع راست با کییران تریپیه رقابت کرد.
در فصل دوم حضورش، علاوه بر رقابت با تریپیه، با کایل واکر-پیترز نیز برای جایگاه رقابت داشت. در ۴ ژانویه ۲۰۱۹، در دیدار جام حذفی مقابل ترانمیر راورز، دو گل زد تا تاتنهام با نتیجه ۷–۰ پیروز شود. در این فصل چند مصدومیت داشت، از جمله مصدومیت همسترینگ در بازی ملی در مارس ۲۰۱۹ و به همین دلیل فقط هشت بازی لیگ برتر انجام داد و در مجموع ۱۷ بازی برای تاتنهام در تمام رقابت‌ها.
هرچند در تابستان صحبت از تمایل به جدایی بود، اما اوریه در فصل ۲۰۱۹–۲۰ در دیدار مقابل کریستال پالاس در ۱۴ سپتامبر موفق به یک پاس گل برای سون هیونگ‌مین شد تا تیم با نتیجه ۴–۰ برنده شود. دو هفته بعد، در برد ۲–۱ مقابل ساوت‌همپتون، در نیمه اول اخراج شد.
در فصل ۲۰۲۰–۲۱، نخستین گل فصل را در دیدار برابر منچستر یونایتد در ۴ اکتبر ۲۰۲۰ از راه دور زد که در پیروزی تاریخی ۶–۱ در اولدترافورد نقش داشت؛ بهترین نتیجه تاتنهام مقابل یونایتد از سال ۱۹۳۲ بود. در ۳۱ اوت ۲۰۲۱، پس از جذب امرسون رویال، با فسخ دوطرفه قرارداد و با یک سال باقی‌مانده، باشگاه را ترک کرد.

### ویارئال اسپانیا
در ۴ اکتبر ۲۰۲۱، باشگاه اسپانیایی ویارئال اعلام کرد اوریه را تا پایان فصل ۲۰۲۱–۲۲ جذب کرده و گزینه تمدید دو ساله دارد. او ۲۰ روز بعد نخستین بازی‌اش را در باخت ۲–۱ مقابل اتلتیک بیلبائو انجام داد و به‌عنوان تعویض ۶۵ دقیقه‌ای وارد زمین شد تا برای هم‌تیمی سابقش در تاتنهام خوان فویث بازی کند. به دلیل مصدومیت، در آن فصل در اکثر بازی‌ها نفر دوم بود.

### ناتینگهام فارست انگلیس
در ۷ سپتامبر ۲۰۲۲، باشگاه ناتینگهام فارست جذب اوریه را اعلام کرد. در ۱ ژانویه ۲۰۲۳، او نخستین گل خود را برای این تیم در تساوی ۱–۱ مقابل چلسی به ثمر رساند.

### گالاتاسرای ترکیه
در ۲ فوریه ۲۰۲۴، باشگاه ترکیه‌ای گالاتاسرای رسماً جذب اوریه را به‌عنوان بازیکن تا پایان آن فصل اعلام کرد.

## زندگی شخصی
او در اوراگاویو، ساحل عاج به دنیا آمد و زمانی که کودک بود، به فرانسه مهاجرت کرد، چرا که والدینش می‌خواستند فرزندانشان زندگی بهتری داشته باشند. او در دوران کودکی‌اش به فوتبال علاقه زیادی داشت. برادر کوچکتر اوریه، کریستوفر، برای باشگاه سابقش لانس بازی می‌کرد. در ساعات اولیه بامداد ۱۳ ژوئیه ۲۰۲۰، کریستوفر در مقابل یک باشگاه شبانه در تولوز، فرانسه به ضرب گلوله کشته شد.
در ۲۶ سپتامبر ۲۰۱۶، اوریه به دلیل حمله به یک افسر پلیس در مقابل یک باشگاه شبانه در پاریس، مجرم شناخته شد. او به دو ماه زندان محکوم شد، اما تا زمان بررسی تجدیدنظر، آزاد ماند. با وجود اینکه مقامات بریتانیا در اکتبر ۲۰۱۶ به اوریه ویزا دادند، این ویزا در ۱۶ نوامبر به دلیل محکومیت او لغو شد و در نتیجه، او دیدار لیگ قهرمانان اروپا برابر آرسنال را در لندن از دست داد. در ابتدا اوریه به مدت پنج سال از ورود به بریتانیا محروم شد، اما در سال ۲۰۱۷ اجازه یافت به تاتنهام بپیوندد چرا که حکم تعلیقی او به جریمه نقدی تبدیل شده بود.